# Йохиллерит
Йохиллерит (англ. Johillerite) — редкий минерал, арсенат магния-меди-натрия. Назван в честь немецкого минералога Йоханнеса Эрика Хиллера.

## Свойства
Йохиллерит — фиолетовый минерал со стеклянным блеском. Имеет твердость по шкале Мооса — 3. Встречается в виде радиальных агрегатов в зонах окисления месторождений полиметаллических сульфидов, в ассоциации с халколитом, теннантитом и др. Йохиллерит открыт в 1980 году в Намибии.

## Название на других языках
- нем. Johillerit;
- исп. Johillerita;
- англ. Johillerite.